# Hoki
Hoki, Macruronus novaezelandiae, är en rovfisk som lever i sydvästra Stilla havet och kring Australiens och Nya Zeelands kuster.

## Utseende
Hokin har blågrön ovansida och silverfärgade sidor och buk. Fenorna är mörkare. Den har två ryggfenor, en kort och hög med tydliga taggstrålar och en bakre, som är lägre, men mycket lång och går runt kroppen och sammansmälter med den likaledes långa analfenan. Hokin kan bli mellan 60 och 120 centimeter.

## Vanor
Hokin lever på djup mellan 10 och 1 000 meter. Ungfiskarna lever vanligen på grundare vatten. Dess huvudföda är prickfiskar, men den fångar också bläckfisk och kräftdjur. 
Honan lägger i snitt 1 miljon ägg som alla avges samtidigt.
Den kan bli upp till 25 år gammal.

## Kommersiell betydelse
Hokin är en vanlig matfisk som är föremål för ett omfattande fiske, framför allt kring Nya Zeeland. Fisken används bland annat i McDonald's fiskburgare Filet-O-Fish. I Sverige använder McDonald's torsk i burgaren.

## Hot
Hoki är en av de fem djuphavslevande fiskarter som befinner sig på gränsen till utrotning genom överfiske enligt en kanadensisk studie från 2006.